# Притті-Баю (Флорида)
Притті-Баю (англ. Pretty Bayou) — переписна місцевість (CDP) в США, в окрузі Бей штату Флорида. Населення — 2911 особа (2020).

## Географія
Притті-Баю розташоване за координатами 30°12′1″ пн. ш. 85°41′52″ зх. д. / 30.20028° пн. ш. 85.69778° зх. д. (30.200164, -85.697712).  За даними Бюро перепису населення США в 2010 році переписна місцевість мала площу 4,79 км², з яких 4,39 км² — суходіл та 0,40 км² — водойми.

## Демографія
Згідно з переписом 2010 року, у переписній місцевості мешкало 3206 осіб у 1310 домогосподарствах у складі 921 родини. Густота населення становила 669 осіб/км².  Було 1488 помешкань (311/км²).
Расовий склад населення:
| - 91,5 % — білих - 3,1 % — чорних або афроамериканців - 1,8 % — азіатів - 0,4 % — корінних американців |

До двох чи більше рас належало 2,2 %. Частка іспаномовних становила 3,3 % від усіх жителів.
За віковим діапазоном населення розподілялося таким чином: 17,5 % — особи молодші 18 років, 57,2 % — особи у віці 18—64 років, 25,3 % — особи у віці 65 років та старші. Медіана віку мешканця становила 49,7 року. На 100 осіб жіночої статі у переписній місцевості припадало 98,5 чоловіків;  на 100 жінок у віці від 18 років та старших — 93,4 чоловіків також старших 18 років.
Середній дохід на одне домашнє господарство  становив 86 580 доларів США (медіана — 54 063), а середній дохід на одну сім'ю — 111 474 долари (медіана — 65 216). Медіана доходів становила 52 891 долар для чоловіків та 35 446 доларів для жінок. За межею бідності перебувало 9,6 % осіб, у тому числі 9,7 % дітей у віці до 18 років та 5,1 % осіб у віці 65 років та старших.
Цивільне працевлаштоване населення становило 1313 осіб. Основні галузі зайнятості: освіта, охорона здоров'я та соціальна допомога — 23,9 %, науковці, спеціалісти, менеджери — 20,5 %, публічна адміністрація — 9,6 %, роздрібна торгівля — 8,3 %.